# Jermaine Seoposenwe
Jermaine Seoposenwe, född den 12 oktober 1993 i Kapstaden, är en sydafrikansk fotbollsspelare (anfallare) som spelar för det amerikanska collegelaget Samford University och det sydafrikanska landslaget.

## Landslagskarriär
Seoposenwe har spelat 42 a-landskamper för Sydafrika och hon har gjort 10 mål. Hon spelade en avgörande roll när Sydafrika kvalificerade sig till de olympiska spelen i Rio de Janeiro år 2016. Hon gjorde fem mål på sex matcher i OS-kvalet, bland annat det avgörande målet mot Ekvatorialguinea.
Jermaine Seoposenwe representerade även Sydafrika i U17-världsmästerskapet i Trinidad och Tobago år 2010, där hon spelade tre matcher och gjorde två mål.